# Alis (Film)
Alis ist ein kolumbianisch-chilenisch-rumänischer Film in dokumentarischer Form unter der Regie von Clare Weiskopf und Nicolas van Hemelryck aus dem Jahr 2022. Der Jugendfilm feierte am 11. Februar 2022 auf der Berlinale seine Weltpremiere in der Sektion Generation und erhielt dort den Gläsernen Bären der Jugendjury für den besten Film.

## Handlung
Der Film arbeitet mit der imaginären Projektionsfigur Alis, in deren Lebensgeschichte sich zehn junge Frauen hineinversetzen sollen. Einzeln sitzen sie mit geschlossenen Augen auf einem Stuhl und stellen sich Alis als Freundin vor, deren Umfeld und Leben sie im Gespräch mit dem Regieteam entwickeln. Die Protagonistinnen haben wie Alis auf den Straßen von Bogotá gelebt und projizieren auf die Figur eigene Verlusterfahrungen, Traumata, aber auch Zukunftshoffnungen und -pläne. Eigene Lebensentwürfe werden ebenso sichtbar wie Schwierigkeiten, die es noch zu überwinden gilt.

## Produktion

### Filmstab
Regie führten Clare Weiskopf und Nicolás van Hemelryck, das dramaturgische Konzept stammt von Tatiana Andrade, Anne Fabini, Gustavo Vasco, Nicolás van Hemelryck und Clare Weiskopf. Die Kameraführung lag in den Händen von Helkin René Díaz G., die Musik komponierten Miguel Miranda und José Miguel Tobar, und für den Filmschnitt waren Gustavo Vasco und Anne Fabini verantwortlich.

### Produktion und Förderungen
Produziert wurde der Film von Nicolás van Hemelryck, Clare Weiskopf, Radu Stancu und Alexandra Galvis. 

### Dreharbeiten und Veröffentlichung
Der Film feierte am 11. Februar 2022 auf der Berlinale seine Weltpremiere in der Sektion Generation.

## Auszeichnungen und Nominierungen
- 2022: Internationale Filmfestspiele Berlin
  - Auszeichnung für den Gläsernen Bären für den besten Film in der Sektion Generation 14plus[1]
  - Auszeichnung mit dem Teddy Award in der Kategorie Dokumentarfilm[3]
  - Nominierung für den Großen Preis der Internationalen Jury von Generation 14plus für den Besten Film[4]
  - Nominierung für den Berlinale Dokumentarfilmpreis[5]
  - Nominierung für den Teddy Award in der Kategorie Dok-Essay Film[6]